# Ludwig Scotty
Ludwig Derangadage Scotty (Anabar, 20 de junio de 1948) fue presidente de la República de Nauru en dos ocasiones: entre 29 de mayo al 8 de agosto de 2003 y desde el 22 de junio de 2004 hasta el 19 de diciembre de 2007. 
Scotty también sirvió como portavoz del Parlamento entre los últimos años de la década del 1990 hasta el año 2000.